# Baumgarten (bayerisches Adelsgeschlecht)
Die Edlen von Baumgarten waren ein seit dem 12. Jahrhundert urkundlich bezeugtes edelfreies Adelsgeschlecht in Bayern. Sie sind eng mit den Edlen von Stein, den Herren von Julbach und den Grafen von Hals verbunden. Die Familie mit ihrem Stammsitz in Baumgarten endet zu Beginn des 14. Jahrhunderts.

## Geschichte
Ein Dietricus de Pômgarten tritt als Zeuge in einer zwischen 1121 und 1138 zu datierenden Urkunde bei einem Tauschgeschäft des Bischofs Regimarus von Passau auf. Dietricus von Baumgarten trat auch an erster Stelle in einer Urkunde des Augsburger Bischofs Herrmann bei der Übereignung einer Hufe an den Asbacher Vogt Mazili von Kamm auf. 1147 wird er zusammen mit Wernhard von Julbach, Eberhard von Rott und Walcho de Griesbach als Zeuge erwähnt. Auch bei einer Schenkung des nobilis vir Luipoldus dux Bauvariae an das Kloster Aldersbach wird er neben Graf Rapoto I. zu Ortenburg und Werinhard von Julbach genannt. Auch in einer Urkunde des Hochstifts Bamberg vom 17. Juli 1129 wird Dietrich von Baumgarten an 15. Stelle genannt (die Liste wird von Welf dux, Diepoldus marchio, Engelbertus marchio und Otto palatinus angeführt). Aus dieser Urkunde geht hervor, dass die Baumgartens nicht als Ministerialen des Hochstifts anzusehen sind.
Die Baumgarten sind in enger Beziehung zum Kloster Aldersbach gestanden. Um 1160 wird ein Dietricus de Bongarten als Vogt der Klostergüter in Ober- und Unterbrennberg (Gemeinde Baumgarten) genannt. 1216 verzichtet Henricus nobilis de Boumgarten vor seinem Aufbruch nach Rom auf die Vogtei über die Aldersbacher Güter. 1295 ist wieder ein Hinweis auf die Ausübung der Vogtei durch Domine Hanrici de Boumgarten gegeben. Die Baumgartens habe auch ihre Begräbnisstätte in dem Kloster Aldersbach.
Auch in Urkunden aus der zweiten Hälfte des 12. Jahrhunderts sind die von Baumgarten zu finden. So 1150 und 1190 ein Dietrich von Baumgarten unmittelbar hinter Graf Rapoto I. von Ortenburg bzw. hinter dessen gleichnamigen Sohn Rapoto II. Auch bei einer Schenkung des Passauer Bischofs Rupert I. an das Kloster Aldersbach von 1167 erscheint Dietrich von Baumgarten unmittelbar hinter Graf Rapoto I. und wird hier auch als nobilis bezeichnet. In den Urkunden des 12. Jahrhunderts wird auch sein Bruder Heinrich mit der Bezeichnung nobilis genannt. Im 13. Jahrhundert und noch später taucht für die Baumgartens zusätzlich das Attribut liber auf, etwa wenn 1321 der Abt von Kloster Aschach ein Fischwasser bei Singham erwirbt oder einen Hof von Elisabeth von Singham kauft (viro nobili et libero de Poumgarten). Manchmal findet sich auch die Bezeichnung dominus, etwa 1248/1252 für den Hainricus de Poumgarten. Einmal findet sich für ein Mitglied der Familie sogar die Bezeichnung comes (1150, comes Dietricus de Poumgart). Für die Baumgartens lassen sich keine an die in diesem Bereich begüterten Hochstifter nachweisen. In ihrem Bereich liegen auch keine Güter des Bistums Passau und des Bistums Bamberg. Es ist daher anzunehmen, dass die Baumgartens auf freiem adeligem Eigengut saßen. Diese Herrschaftsbildung kann durch Rodung erfolgt sein oder eine frühe Königsschenkung (nicht bezeugt) zustande gekommen sein. Die Baumgartens waren in ihrem Bereich auch die Inhaber des Halsgerichts und des Blutbanns. Zu den Baumgartens war auch eine Reihe von Dienstmannen zu zählen: u. a. Rikcherus (1180), Heinricus de Scorbach (Schornbach), Haertwicus de Planchenbach, Rudgerus de Bŏmgarten, Heinricus de Ahsprettingen (Asperting). Die politische Bedeutung des Geschlechts der Baumgarten geht auch daraus hervor, dass sie sich nach Welchenberg und Waltenburg im Landkreis Bogen bzw. nach Rotthof (Gemeinde Vornbach) nennen konnten. Auch in Österreich war das Geschlecht begütert: 1284 verkaufte Dietricus de Poumgarten sein dortiges Erbeigen an das Kloster Aldersbach; 1286 verlieh Bischof Wernhart von Passau auf Bitten der Witwe des Heinrich de Poumgarten ihren Töchtern Margarete und Agnes die in Österreich gelegenen Lehen.
Als letzter dieser Familie übergibt Alram von Baumgarten 1323 sein eigenes Haus Baumgarten mit Leuten und Gut seinen Oheimen, den Grafen Alram und Albrecht von Hals.

## Wappen
- „Albrecht von Paumgarten begabt 1310 das Kloster Aldersbach. Ein gestürzter Sparren. (Siegel Albrechts von 1292)“
- „Heinrich von Boumgarten übergiebt 1248 dem Kloster Aldersbach zwei Leibeigene. Das Siegel von 1248, schildförmig, enthält einen mit drei Zwickeln (Spitze unten) belegten Schrägbalken; links oben eine Lanzenspitze mit Fähnchen.“[1]

## Stammliste
NN
1. Bertold von Baumgarten, 1100–1105, nennt Dietrich seinen Neffen
2. Dietrich von Waltendorf, 1100–1105, ⚭ (N.N., Witwe von Hadrich, beide Eltern von Heinrich und Rapoto von Kamm-Schwarzenburg, Stifter von Kloster Mariazell)
  1. Werigand von Baumgarten, um 1125
  2. Erkenger von Waltendorf, um 1125
  3. Meginhard von Rotthof, um 1125, um 1135 Geistlicher, 
⚭ Judith, um 1135, Geistliche
  4. Dietrich, 1100–1105, 1108/um 1130 von Waltendorf, 1115/1129 von Baumgarten, 
⚭ Hildegard (Hildegund) um 1132, Mutter des Wernhart von Julbach, Tochter des Kuno von Mödling
    1. Dietrich II. von Baumgarten, um 1130/1147, dann Cellerarius im Kloster Reichersberg, † 8. Juli 1173
    2. Heinrich I. von Baumgarten, um 1132/1138, 
⚭ Kunigunde um 1143/1155–1157; 2. ⚭ Erkenberg von Stein, 1136, † 1166
      1. Dietrich III. von Baumgarten, Edelmann, um 1143/1189, † 1194

Durch die Verehelichung der Kunigunde mit Erkenberg von Stein nennen sich die Kinder aus dieser Verbindung abwechselnd von Stein oder von Baumgarten.